# میترا حجازی‌پور
میترا حجازی‌پور (زادهٔ ۳۰ بهمن ۱۳۷۱ در مشهد) شطرنج‌باز ایرانی است که درجهٔ استادبزرگ زنان را در سال ۲۰۱۵ به دست آورده‌است. وی در سال ۱۳۹۱ قهرمان شطرنج زنان ایران شد. او از ماه ژوئیه ۲۰۲۱ با پرچم فرانسه در مسابقات بین‌المللی شرکت می‌کند.
در مهر ۱۴۰۲ میترا حجازی پور و مرضیه احمدی (تکواندوکار افغانستانی) نشان ویژه مجلس فرانسه را دریافت کردند.

## زندگی حرفه‌ای
بهترین رده حجازی‌پور در سپتامبر ۲۰۱۵ معادل ۲۳۵۷ بوده که او را در ردهٔ چهلم بین کل شطرنج‌بازان فعال ایرانی و ردهٔ سوم بین شطرنج‌بازان زن این کشور قرار می‌دهد.
حجازی‌پور از رده خردسالان تا بزرگسالان دارای مجموعه‌ای از افتخارات جهانی و قاره‌ای است. از جملهٔ این افتخارات می‌توان به دو بار نایب قهرمانی نونهالان جهان، نشان نقره ۲۰۱۰ جوانان جهان و قهرمانی بزرگسالان آسیا در سال ۲۰۱۵ اشاره کرد. او همچنین در مسابقات دانشجویان جهان، بازی‌های آسیایی و جام ملت‌های آسیا نیز مدال‌آور بوده‌است. حجازی‌پور در رقابت‌های جهانی و در بخش سریع، توانست سوزان (دانمارک) النا تومیلووا، تاتیانا بوگومیل و ماریا نوساچه‌وا (روسیه) و نانجید (مغولستان) را از پیش رو بردارد. میترا حجازی‌پور از سال ۲۰۰۸ تا ۲۰۱۸ در همه ادوار المپیاد جهانی شطرنج برای تیم ملی ایران بازی کرده بود.
میترا حجازی‌پور در رقابت‌های برق‌آسا نیز در گام نخست توانست هاریکا دروناوالی قهرمان سال ۲۰۱۵ جهان از هند را شکست دهد. آنا اوشه‌نینا (اوکراین) قهرمان دو دوره جهان نیز به این نماینده پرسابقه و سرشناس تیم ملی ایران باخت.

## حجاب اجباری
در ۱۲ دی ۱۳۹۸ حجازی‌پور در مسابقات سریع و برق‌آسای جهان در مسکو، بدون حجاب اسلامی به مصاف حریفانش رفت. پس از آن فدراسیون شطرنج جمهوری اسلامی او را از تیم ملی شطرنج ایران اخراج کرد.
او پیشتر عکسی بدون حجاب در اینستاگرام منتشر کرده و نوشته بود: «بهترین لحظات زمانی است که باد گیسوانت را به پرواز درمی‌آورد. چه دردناک است آن هنگام که گیسوان رقصان را به زندان پارچه‌ای بازگردانی. مرگ روح زمانی است که آزادی را چشیده و دوباره به اسارت بازگردد. این‌ها پیش پا افتاده‌ترین حقوق انسان‌هاست که من چنین با آب و تاب وصف می‌کنم». در پی تذکر مسئولان فدراسیون شطرنج، حجازی‌پور پس از چند روز پستش را پاک کرد و در پست دیگری به نقل از مارتین لوترکینگ نوشت: «زندگی ما روزی به پایان می‌رسد که دربارهٔ موضوعاتی که اهمیت دارد سکوت کنیم».

## عناوین
- ۲۰۰۲- مقام دوم دختران زیر ۱۰ سال جهان[۴]
- ۲۰۰۳مقام دوم دختران زیر ۱۰ سال جهان[۵]
- ۲۰۰۵- مقام سوم دختران زیر ۱۲ سال آسیا در سنگاپور[۶]
- ۲۰۰۷مقام سوم تیمی بازی‌ها داخل سالن آسیا ماکائو[۷]
- ۲۰۰۹مقام سوم تیمی آسیا کلکته
- مقام نایب قهرمانی در رده‌های سنی ۱۰–۱۲–۱۴–۱۶ سال آسیا[۸]
- ۲۰۱۰- مقام دوم دختران زیر ۱۸ سال آسیا در چین[۹]
- ۲۰۰۹- مقام دوم دختران زیر ۲۰ سال آسیا در کلمبو، سری‌لانکا[۱۰]
- ۲۰۱۲- مقام سوم انفرادی جام ملت‌های آسیا ۲۰۱۲ در چین
- ۲۰۱۳مقام سوم مشترک جوانان جهان ترکیه[۱۱]
- عضو تیم ملی ایران در المپیاد شطرنج ۲۰۰۸ (میز چهار) و ۲۰۱۰ (میز سه)۲۰۱۲(میز سه) ۲۰۱۴و۲۰۱۶
- ۲۰۱۴- مقام دوم انفرادی و سوم تیمی جام ملت‌های آسیا ۲۰۱۴ در تبریز
- ۲۰۱۵- مقام اول قهرمانی بانوان آسیا[۱۲]
- ۲۰۱۶-مقام سوم دانشجویان جهان ابوظبی[۱۳]